# 蓮田 (蓮田市)
蓮田（はすだ）は埼玉県蓮田市の町名および大字。現行行政地名は蓮田一丁目から蓮田五丁目および大字蓮田。住居表示未実施地区。郵便番号は349-0115。

## 地理
蓮田市の南端に位置する。さいたま市岩槻区、上尾市、伊奈町の各市町に隣接している。東側で蓮田市馬込とさいたま市岩槻区馬込に、南側で蓮田市馬込と上尾市瓦葺に、西側で上尾市瓦葺と伊奈町小室に、北側で綾瀬・御前橋・東に隣接する。住居表示の実施や町名地番変更により、大字蓮田の一部から複数の町丁が成立したため、次第に範囲を狭めてきた。このような経緯から、大字蓮田の一部は飛地のような形となっており、山ノ内の周囲や、関山一丁目北側の蓮田市立蓮田中学校校庭周辺に存在している。
蓮田駅に近い蓮田一丁目 - 五丁目は、土地区画整理事業の換地処分に伴う町名地番変更によって成立した。市街化区域に指定されており、主に住宅地として利用されている。南部には生産緑地地区がまとまって所在する。大字蓮田は綾瀬川・見沼代用水沿いの低地で、田畑が多い。ほぼ全域が市街化調整区域に指定されており、山ノ内周辺の飛地のうち綾瀬川河川敷内を除く区域が市街化区域に指定されている。
河川
- 綾瀬川
- 見沼代用水

### 地価
住宅地の地価は、2020年（令和2年）1月1日の公示地価によれば、蓮田一丁目235番の地点で11万0000円/m2となっている。

## 歴史
もとは江戸期より存在した武蔵国埼玉郡岩槻領に属する蓮田村であった。江戸初期に上蓮田村と下蓮田村に分村した。
- 両村とも正保年間頃は岩槻藩領、1681年（天和元年）は幕府領[9][10]。
- 上蓮田村は1746年（延享4年）より一橋家領。下蓮田村は1770年（明和7年）より川越藩領、その後再び幕府領[9][10]。
- 1868年（慶応4年）6月19日 - 幕府領が武蔵知県事・山田政則の管轄となる。
- 1869年（明治2年） 
  - 1月13日 - 武蔵知県事・宮原忠英の管轄区域に大宮県を設置、同県の管轄となる。県庁は東京府馬喰町に置かれる。
  - 9月29日 - 県庁が浦和に置かれ浦和県に改称。
  - このころ一橋家領が浦和県の管轄となる。
- 1871年（明治4年） - 第1次府県統合により埼玉県の管轄になる[10]。
- 1873年（明治6年） - 下蓮田村に蓮田学校（現・蓮田市立蓮田南小学校）が開校する[12][13]。
- 1874年（明治7年） - 江戸初期からの上蓮田村と下蓮田村が合併し、蓮田村が成立[11][9][10][12]。
- 1879年（明治12年） - 郡区町村編制法施行に伴い、南埼玉郡に所属する。郡役所は岩槻町に設置。
- 1885年（明治18年）7月16日 - 日本鉄道蓮田駅が開業。
- 1889年（明治22年）4月1日 - 町村制施行に伴い、蓮田村・貝塚村・閏戸村が合併し、南埼玉郡綾瀬村が発足。蓮田村は綾瀬村の大字蓮田となる[14][12]。

1924年（大正13年）10月19日 - 武州鉄道蓮田駅が開業。
- 1934年（昭和9年）10月1日 - 綾瀬村が町制施行と同時に名称変更し、蓮田町となる。同町の大字となる[5]。
- 1938年（昭和13年）9月3日 - 武州鉄道が廃止される。
- 1964年（昭和39年） - 住居表示実施により、一部から本町、末広一丁目・二丁目、御前橋一丁目・二丁目、見沼町、上一丁目・二丁目、関山一丁目 - 三丁目および東一丁目 - 六丁目が成立[12]。これに伴い、蓮田町立蓮田南小学校の所在地が東六丁目となり、蓮田から外れる。
- 1972年（昭和47年）
  - 5月16日 - 一部を事業区域に含む馬込下蓮田土地区画整理事業が都市計画決定される[15]。
  - 10月1日 - 蓮田町が市制を施行し、蓮田市となる[11]。同市の大字となる[5]。
- 1977年（昭和52年）4月16日 - 馬込下蓮田土地区画整理事業の事業計画が決定される[15]。
- 1978年（昭和53年）10月1日 - 住居表示実施により、一部から綾瀬が成立[5][12]。
- 1994年（平成6年）
  - 1月28日 - 一部を事業区域に含む山ノ内下・関山下土地区画整理事業が都市計画決定される[15]。
  - 3月22日 - 山ノ内下・関山下土地区画整理事業の事業計画が決定される[15]。
- 1999年（平成11年）8月28日 - 山ノ内下・関山下土地区画整理事業の換地処分が前日に行われた[15]ことに伴い、町名地番変更が行われ、一部から山ノ内が成立[16]。
- 2011年（平成23年）1月4日 - 蓮田市および大字蓮田の表記が、蓮田（しんにょうの点が2つ）から蓮田（しんにょうの点が1つ）へ変更される[17]。
- 2012年（平成24年）1月7日 - 馬込下蓮田土地区画整理事業の換地処分が前日に行われた[15]ことに伴い、町名地番変更が行われ、大字蓮田および大字馬込の各一部から蓮田一丁目 - 五丁目が成立（大字蓮田および大字馬込の各一部から一丁目 - 四丁目が、大字蓮田の一部から五丁目が成立）[18]。また、大字馬込および大字蓮田の各一部から馬込一丁目・三丁目・四丁目・五丁目が成立[18]。

## 世帯数と人口
2020年（令和2年）9月1日時点の世帯数と人口は以下の通りである。
| 町丁・大字 | 世帯数    | 人口    |
| ---------- | --------- | ------- |
| 蓮田       | 141世帯   | 365人   |
| 蓮田一丁目 | 425世帯   | 874人   |
| 蓮田二丁目 | 401世帯   | 928人   |
| 蓮田三丁目 | 239世帯   | 501人   |
| 蓮田四丁目 | 332世帯   | 780人   |
| 蓮田五丁目 | 375世帯   | 887人   |
| 計         | 1,913世帯 | 4,335人 |

## 小・中学校の学区
市立小・中学校に通う場合、学区は以下の通りとなる。
| 大字・丁目 | 小字・番地          | 小学校                 | 中学校               |
| ---------- | ------------------- | ---------------------- | -------------------- |
| 蓮田       | 字関山下 字山ノ内下 | 蓮田市立蓮田中央小学校 | 蓮田市立蓮田中学校   |
| 蓮田       | その他              | 蓮田市立蓮田南小学校   | 蓮田市立蓮田南中学校 |
| 蓮田一丁目 | 全域                | 蓮田市立蓮田南小学校   | 蓮田市立蓮田南中学校 |
| 蓮田二丁目 | 全域                | 蓮田市立蓮田南小学校   | 蓮田市立蓮田南中学校 |
| 蓮田三丁目 | 全域                | 蓮田市立蓮田南小学校   | 蓮田市立蓮田南中学校 |
| 蓮田四丁目 | 全域                | 蓮田市立蓮田南小学校   | 蓮田市立蓮田南中学校 |
| 蓮田五丁目 | 全域                | 蓮田市立蓮田南小学校   | 蓮田市立蓮田南中学校 |

## 交通

### 鉄道
- 地区内を東北本線（宇都宮線）が通っているが、地区内に駅はない。蓮田駅（所在地は本町）が最寄りとなる[7]。
- かつては町域を武州鉄道が通っていた[20]。

### 道路
- 埼玉県道3号さいたま栗橋線 - 伊奈町との境界から関山一丁目までの区間で、道路用地が大字蓮田となっている。
- 埼玉県道311号蓮田鴻巣線 - 見沼代用水に御前橋が架かる。
- 埼玉県道322号東門前蓮田線
- 緑のヘルシーロード - 自転車歩行者専用道路

### 路線バス
- 国際興業バスさいたま東営業所
- 「下蓮田」・「根ヶ谷戸公園」・「のくぼ通り南」停留所[21]
  - 蓮11：蓮田よつば病院 - 蓮田駅 - 下馬込 - 岩槻警察署 - 岩槻駅西口
11 - 15時台は運行していない。

## 施設
一丁目
- 野久保公園

二丁目
- 蓮田南保育園
- 天満宮
- 蓮田オークプラザ

三丁目
- 桑原公園

四丁目
- 慶福寺
- 諏訪神社
- 蓮田ねがやど保育園
- 小学校予定地運動場

五丁目
- 前口公園
- 蓮華院弥陀堂 - 蓮田の地名発祥由来の地[22][5]

大字
- 蓮田市立蓮田南中学校

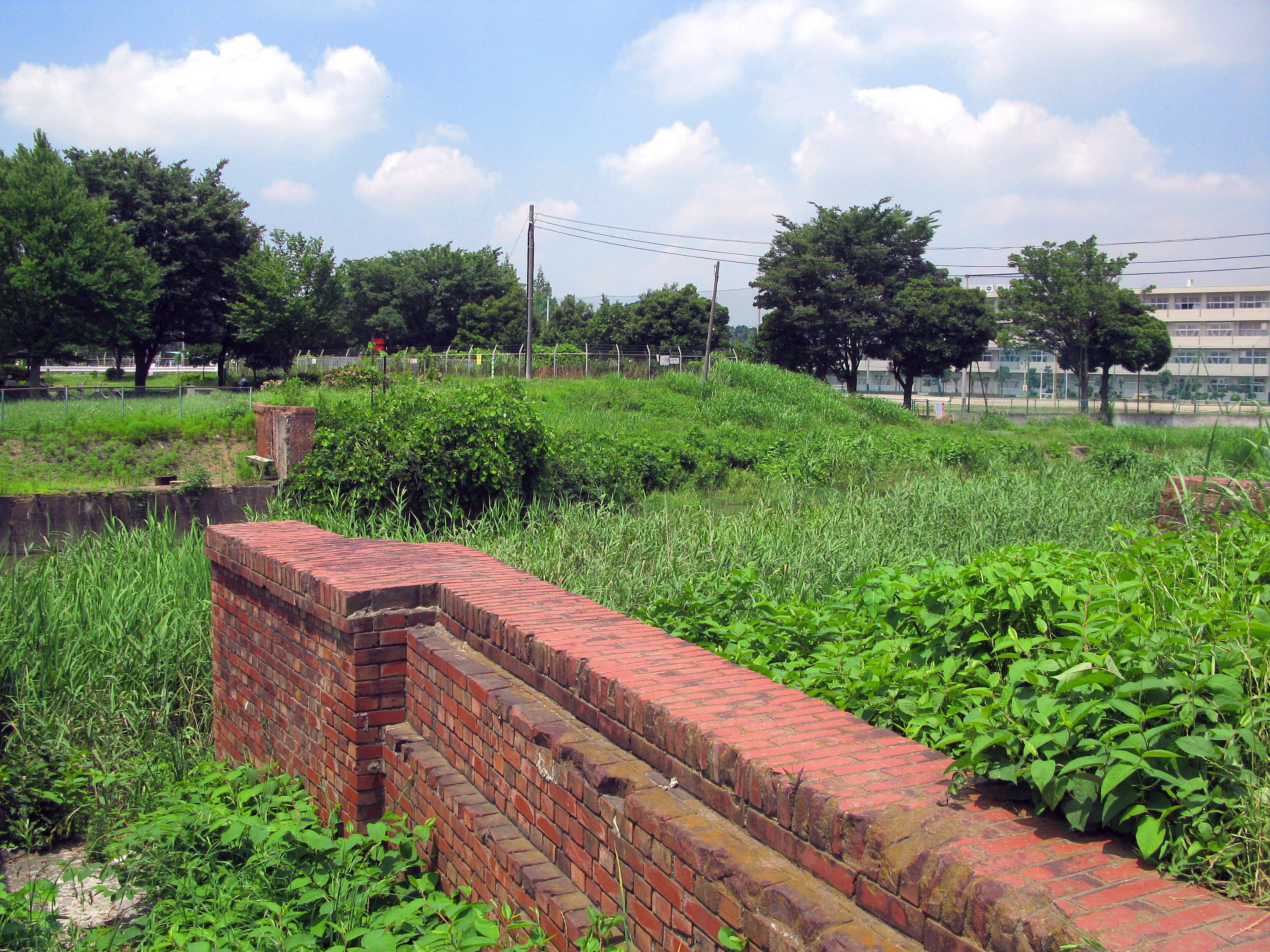
瓦葺掛樋跡

- 蓮田市立蓮田中学校 - 敷地の一部が大字蓮田に掛かる。
- 瓦葺伏越 - 綾瀬川と見沼代用水との交差地点（伏越）。上尾市大字瓦葺に跨がる。
- 下蓮田公園

## 関連文献
- 「上蓮田村」『新編武蔵風土記稿』 巻ノ201埼玉郡ノ3、内務省地理局、1884年6月。NDLJP:764007/75。
- 「下蓮田村」『新編武蔵風土記稿』 巻ノ201埼玉郡ノ3、内務省地理局、1884年6月。NDLJP:764007/76。